# Большие Вуйки
«Большие Вуйки» (укр. Великі Вуйки) — украинский комедийный 16-серийный телесериал. Премьера прошла на телеканале «1+1» 14 октября 2019 года. Главные роли в проекте, режиссёрами которого выступили Митя Шмурак и Дмитрий Манифест, сыграли Юрий Горбунов, Владимир Горянский, Назар Заднепровский, а также Михаил Поплавский, Надежда Мейхер, Анна Кошмал и Артур Логай. Спин-офф (продолжение) телесериала «Последний москаль». Креативный продюсер — Юрий Горбунов.
В феврале 2020 года, началась подготовка второго сезона телесериала и работа над сценарием. В июне 2020 года в условиях адаптивного карантина начались съёмки телесериала. Премьера второго сезона состоялась 30 ноября 2020 на телеканале «1+1».

## Сюжет

### Первый сезон

Пострер первого сезона «Великие Вуйки»

В сериале происшествия главных героев «Последнего москаля» продолжаются в украинской столице: на Андреевском спуске, Крещатике, Майдане Незалежности, киевском железнодорожном вокзале, а также на набережной Речного вокзала. Они приезжают в Киев по настоянию сельского головы Василия Микитюка выбивать средства, выделенные селу Большие Вуйки на строительство дороги в село. Ведь из-за коррумпированного чиновника право на строительство отдают селу-конкуренту — Малым Вуйкам. Василий Микитюк решает собрать делегацию и уехать добиваться справедливости в саму столицу.
«Гуцулы, всю жизнь проведшие в горах, попадут в крупнейший мегаполис Украины. В столице им придется не только познакомиться с новыми персонажами, но адаптироваться к новому ритму жизни. Современная квартира с кучей малознакомой техники, многолюдное метро с большими эскалаторами, торговые центры с соблазнительными предложениями, салоны красоты, гастрономические открытия и множество развлечений», — рассказал креативный продюсер Юрий Горбунов.

### Второй сезон
В продолжении сериала деревня Большие Вуйки постепенно становится европейским курортом. После возвращения настоящих патриотов села Ивана Петрука, Боди, Штефка и Василия Микитюка домой из столицы в селе наконец-то проложили дорогу. А частный инвестор построил гостиницу.

### Первая серия
После того, как гуцульская делегация в составе Ивана Петрука, Боди, Штефка и Василия Микитюка в столице достигла прокладки в Большие Вуйки дороги, частный инвестор построил там гостиницу, и теперь село вот-вот может стать европейским курортом. Бергер по этому поводу приезжает в деревню. Иван перевозит свою любимую в Великие Вуйки. Однако оказывается, что у них годовщина, поэтому Ивану придётся организовать особый подарок. Бергер интересуется Ирой и хочет сделать её новым сотрудником гостиницы, однако Штефко создаёт для этого препятствия.

### Вторая серия
Елена со своим любимым приезжает в Большие Вуйки, чтобы пересидеть, пока на них охотятся коллекторы. Ира предлагает старой подруге погостить у неё. Штефко возмущён, что весь персонал ошалели и начал увольняться. Однако моторный Штефко находит выход и решает нанять цыган. Тем временем Вазген с Еленой помогают Ирине с поставками в магазин.

### Третья серия
В Большие Вуйки приезжает важный итальянский сеньор Дзюня. Штефко по поручению Бергера придумывает развлекательную программу на уикенд. Иван озадачен, ведь его возлюбленная заставляет сделать дополнительные полочки в доме. После того, как Штефко узнаёт приз для победительницы на конкурсе красоты, он предлагает Вазгену хитрый план. Иван приглашает товарищей помочь ему по дому с ремонтом.

### Четвёртая серия
Дзюня идёт к гадалке узнать, кто станет его суженой. Бодя подозревает, что в Большие Вуйки скоро приедет очень важная персона. Дзюньо видит Галю и решает добиться её, и Иван для него не помеха. Однако его хитроумный план не срабатывает. Известный певец, приехавший в гостиницу, возмущён поведением Боди и Василия, что заставляет его пожаловаться руководству.

### Пятая серия
Бергер приглашает Ирину в поход в Карпаты. Леночка предупреждает подругу, чем обычно такие походы заканчиваются, а потому даёт поручение Вазгену идти вместе с ними. Товарищи высмеивают Ивана за новый имидж с бородой, но он не решается её сбрить, ведь она очень нравится Галине. Алекс оказывается не таким простым и делает все, чтобы совратить Ирину.

### Шестая серия
Богдан находит драгоценный гриб, а Василий организует праздник грибов. Штефко недоволен этим и устраивает настоящие состязания, кто найдёт больше грибов. Дзюня начинает заниматься боксом, чтобы завоевать сердце Гали, но это заканчивается тем, что на его товарища чуть ли не заводят уголовное производство. Штефко подкупает жителей села, чтобы выиграть в соревновании по праздникам грибов.

### Седьмая серия
Богдан недоволен тем, что Маричка, в отличие от Елены, всегда его ругает. Поэтому он обращается к Вазгену за советом, как сделать так, чтобы женщина всегда была доброй. Тина Кароль пришла в отель, а Штефко пытается понравиться ей. Богдан придумывает план как заработать больше денег. Ирина видит в Тине Кароль соперницу, и потому делает все, чтобы Штефко ей не понравился.

### Восьмая серия
Галина с Маричкой сменяются мужчинами. На Штефку приходит анонимная жалоба, поэтому Алекс поручает ему провести аудит. Штефко озадачен, ведь он привык воровать из гостиницы вещи. Галина делает все, чтобы понравиться Боди, а Маричка пытается удобрить Ивана. Штефко устраивает диктант среди работников, чтобы узнать, кто на него пожаловался.

### Девятая серия
В отеле уволилась вакансия букинг-менеджера, которую Штефко предложил Галине. Она с радостью приняла это предложение и уже хотела рассказать обо всём Ивану, однако Маричка отказала его это делать, мол, Ивану не понравится, что его жена работает. Теперь Галина думает о том, как рассказать любимому её новой работе. Вместе с этим Бергер снова пытается найти подход к Ирине. На этот раз он обратился к местной гадалке, чтобы она помогла ему соблазнить женщину.

### Десятая серия
В Бергер в отель приехал Шурик вместе со своей девушкой Кристиной. Он хочет сделать ей предложение руки и сердца, поэтому Штефка попросил подготовить их номер, но не говорить об этом Алексу, потому что тот не умеет держать секреты. Вместе с тем, Бергер начал подозревать, что Штефко хочет сделать предложение Ирине. Галина начала работать в гостинице, но Иван сильно за неё волнуется. Она предложила Алексу отрыть в отеле сувенирную лавку, в которой будет работать Иван. Идея всем понравилась, но теперь Ивану нужно унести трудовую книжку у Микитюка, главным врагом которого является Бергер.

### Одиннадцатая серия
Бергер покинул отель и уехал на деловую встречу. За главного остался Штефко, которому нужно встретить украинскую звезду — Юрия Ткача. Слухи о его приезде дошли до Микитюка, и он захотел подставить Штефана. Дзюня пытается разгадать пророчество бабы Олеси. Его выбор останавливается на Елене, и теперь он хочет начать с ней отношения. Друзья не поддерживают его намерения, но он поспорил с ними, что Елена будет точно его.

### Двенадцатая серия
Вазген увидел Елену и Дзюня вместе и стал подозревать её в измене. В ответ она сказала, что на самом деле это у Марички с Дзюней роман. Вазген все рассказал Боди, который теперь думает, что ему делать. В гостиницу приехала съёмочная группа новостей. Они хотят снять репортаж о туризме в Карпатах и поговорить с директором отеля. Алекс попросил Штефка, чтобы в его рассказе было побольше рекламы отеля.

### Тринадцатая серия
Штефко нашёл золотую жилу: он начал штрафовать всех в отеле. Дзюня тайком узнал, что Елена хочет новое платье и задумал ему его подарить. Ирина до сих пор надеется на чувство Штефка в свою сторону, а параллельно с этим Бергер продолжает за ней ухаживать. Также Алекс обращается к Богдану, чтобы он научил его общаться с женщинами.

### Четырнадцатая серия
Бергер отмечает свой день рождения. Он захотел удивить Ирину и попросил Штефка пригласить на праздник Дзидьзо. Штефан позвал звезду, но сделал это по-своему и для своей выгоды. Галина получила две путёвки в Египет на море. Ивану эта новость не понравилась, потому что он не умеет плавать и переживает, что Галине это не понравится. Богдан берётся помочь Ивану как можно скорее научиться плавать.

### Пятнадцатая серия
Бергер уволил Штефка, но он не согласен с этим решением и хочет вернуться назад. Штефан решил подвести коллектив, чтобы тот написал петицию на возвращение эксдиректора. Дзюньо снова обращается к бабушке Олесе за помощью в поисках второй половинки. Оказывается, баба Олеся и сама не прочь стать его девушкой, но Дзюньо не понимает её намёков и повторно обращает внимание на Лену.

### Шестнадцатая серия
Штефко понимает, что не может жить без Ирины, потому решает любым способом вернуть её к себе. Он обращается к Боди, чтобы тот помог ему советом. Галина узнаёт, что забеременела, но не знает, как об этом сказать Ивану и пытается давать небольшие намёки. Однако Иван понимает все неправильно и думает, что у неё появился другой человек.

## В ролях
- Владимир Горянский — Василий Васильевич Микитюк, глава села Большие Вуйки, отец Андрея.
- Назар Заднепровский — Штефко (Штефан Аттилич Лупеску), местный бизнесмен.
- Юрий Горбунов — Иван Иванович Петрук, столяр села Большие Вуйки.
- Владимир Николаенко — Бодя, кум Ивана.
- Лилия Ребрик — Ирка, продавщица, любимая Штефка.
- Наталья Корецкая — Маричка, жена Боди.
- Екатерина Кухар — цыганка МорГо
- Михаил Поплавский — министр инфраструктуры
- Надежда Мейхер — Галина, любимая Ивана Петрука, сотрудница «Укрзалізниці»
- Анна Кошмал — Аня
- Артур Логай — Андрей Васильевич Микитюк
- Инна Приходько — Елена
- Арам Арзуманян — Вазген
- Дмитрий Коляденко — столичный модник
- Женя Кот — коуч в тренинговом центре для женщин
- Валерий Астахов — чиновник Малых Вуек
- Остап Дзядек — Крестьянин
- Тина Кароль — играет роль самой себя
- Евгений Кошевой — играет роль самого себя
- Влад Яма — играет роль самого себя
- Нина Набока — Баба Олеся
- Юрий Ткач — играет роль самого себя
- Иван Шаран — Дзюня
- Иван Залуский — Тарас
- Любомир Валивоц — Петро
- Олег Примогенов — прокурор
- Сергей Сафрончик — иностранный инвестор, Гер Алекс Бергер
- EL Кравчук — играет роль самого себя
- DZIDZIO — играет роль самого себя
- Лидия Таран — играет роль самой себя

## Реализация идеи сериала на транспорте
В конце октября 2019 года, в рамках совместного проекта проекта Киевского метрополитена и телеканала «1+1» на Оболонско-Теремковской (голубой) ветке столичном метро появилась серия из восьми постеров героев комедии с правилами поведения на этом виде транспорта. Об этом сообщила пресс-служба «1+1». В вагонах разместили 8 постеров, на которых знаменитая гуцульская делегация в шутливой манере призывает пассажиров метрополитена быть вежливыми, внимательными и осторожными во время поездок:
«Прислоняйтесь к любимым, а не к двери в вагонах метро»,«Здесь тебе не полонина, чтобы рюкзак не снимать», «Гуцульские ученые исследовали, кто платит картой в метро, успевает встретить на станции Тома Круза», обращаются к киевлянам и гостям города гуцулы. 

## Критика
Сериал ещё во время его демонстрации подвергся критике за сценарий и высмеивание жителей села и «отсталость гуцулов на фоне многоликой столицы…», а также паразитирование на комедиях советского режиссёра Леонида Гайдая. При этом причиной называют отсутствие «стержневого конфликта, на котором держится драматургия любого сериала», потому что это "разыгранные актёрами сценки-анекдоты из репертуара «Шоу Юры» и «Лиги смеха».